# Wyścig Tatrzański

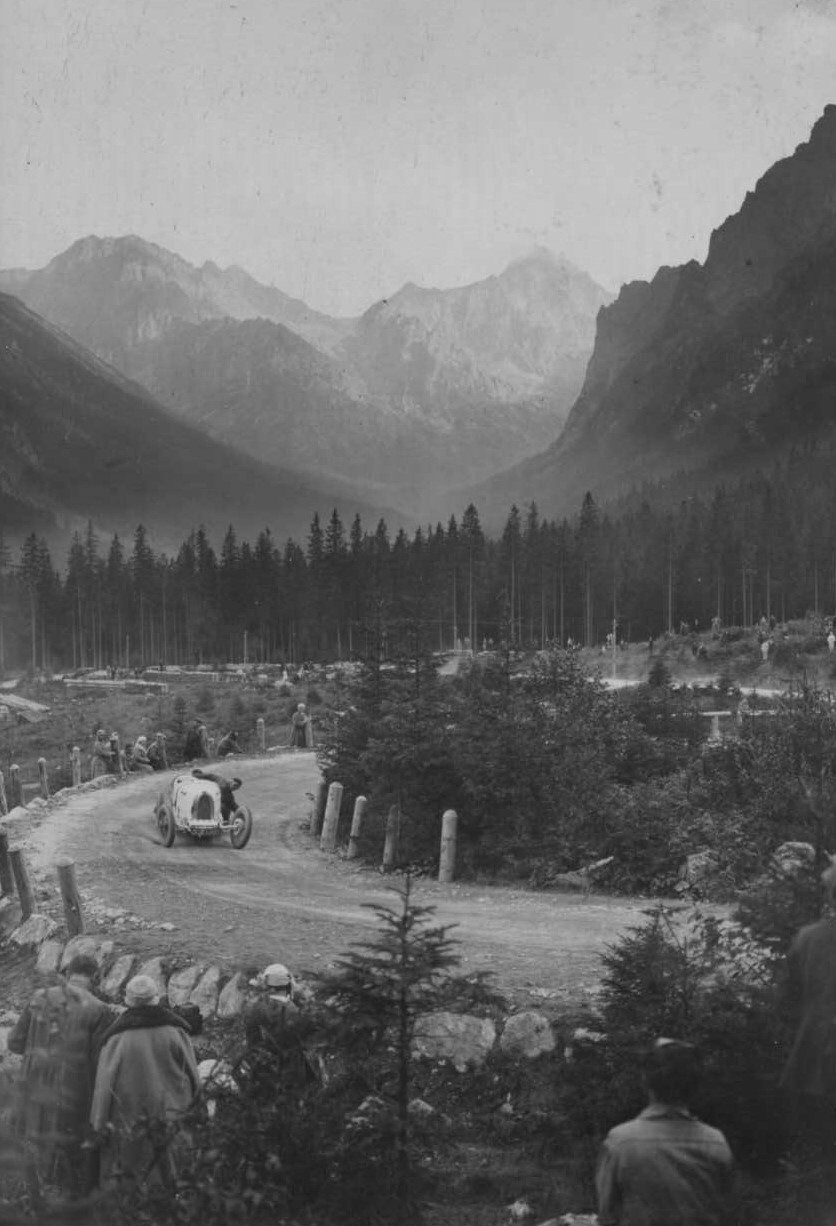
Jan Ripper w Bugatti na serpentynie Międzynarodowego Wyścigu Tatrzańskiego w 1928 roku

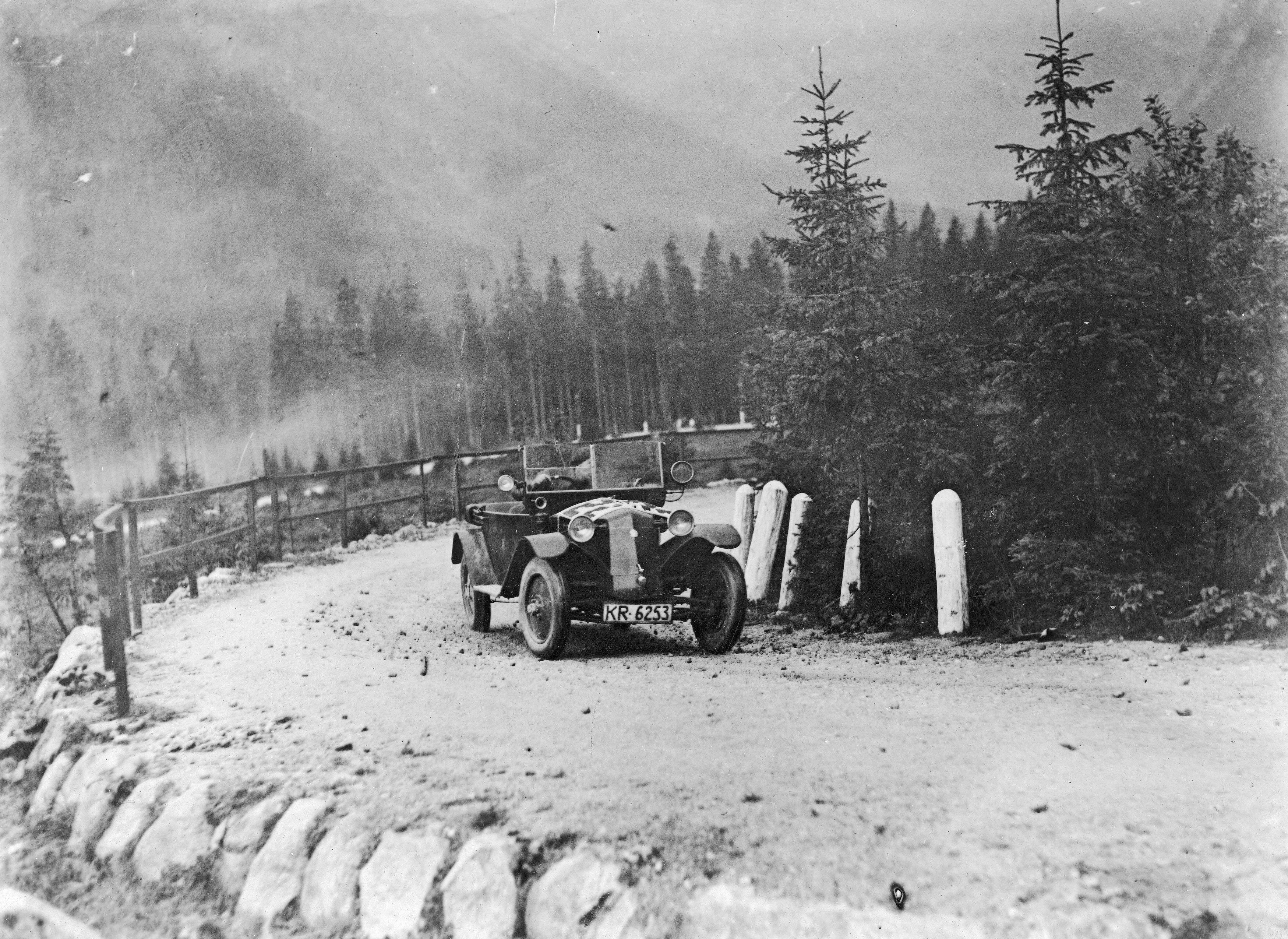
Na trasie Wyścigu Tatrzańskiego (samochód Tatra, nieustalony zawodnik i rok)

Wyścig Tatrzański – samochodowo-motocyklowy wyścig górski organizowany corocznie w sierpniu w latach 1927–1931 przez Krakowski Klub Automobilowy w polskich Tatrach, na odcinku górskiej szosy Łysa Polana – Morskie Oko o długości 7,5 km. Pierwszy wyścig rozegrano 14 sierpnia 1927 roku. Od 1928 roku był rozgrywany jako wyścig międzynarodowy, a za najlepszy czas przyznawano przechodnią Wielką Nagrodę Tatr. II Międzynarodowy Wyścig Tatrzański odbył się w roku 1929, a III wyścig w sierpniu 1930 roku. IV i ostatni Międzynarodowy Wyścig Tatrzański odbył się w sierpniu 1931 roku.

## Organizacja zawodów
Pomysłodawcą i organizatorem wyścigu górskiego w Tatrach był Krakowski Klub Automobilowy (K.K.A). Była to pierwsza tego rodzaju impreza w Polsce. Zawody rozgrywano na fragmencie drogi Oswalda Balzera – szosy Zakopane – Morskie Oko, o długości 7,5 km, ze startem przy 21 km i metą przy 28,5 km od Zakopanego. Start odbywał się na Łysej Polanie w okolicy mostu na Białce. Przeciętne wzniesienie na trasie wynosiło 4,2%, a maksymalne 6%. Wyścig był ze startu zatrzymanego, samochody i motocykle startowały pojedynczo w ustalonej kolejności. W ramach przygotowań zbudowano trybuny na 500 osób przy mecie, aczkolwiek zapewniały one tylko obserwację ostatniego kilometra trasy. Służba  łączności podawała na trybuny informacje o przejeździe zawodników przez punkty kontrolne na starcie, końcu prostej za Łysą Polaną, przy Wodogrzmotach Mickiewicza i wzniesieniu 1205 około półtora kilometra przed metą. Samochody, którymi przybywali widzowie, parkowano między metą a Morskim Okiem oraz na Łysej Polanie. W pierwszym roku dopuszczono do startu samochody turystyczne, wyścigowe i motocykle (solo i z wózkami), podzielone na kategorie pod względem pojemności silnika. 

## Wyścig Tatrzański (1927)

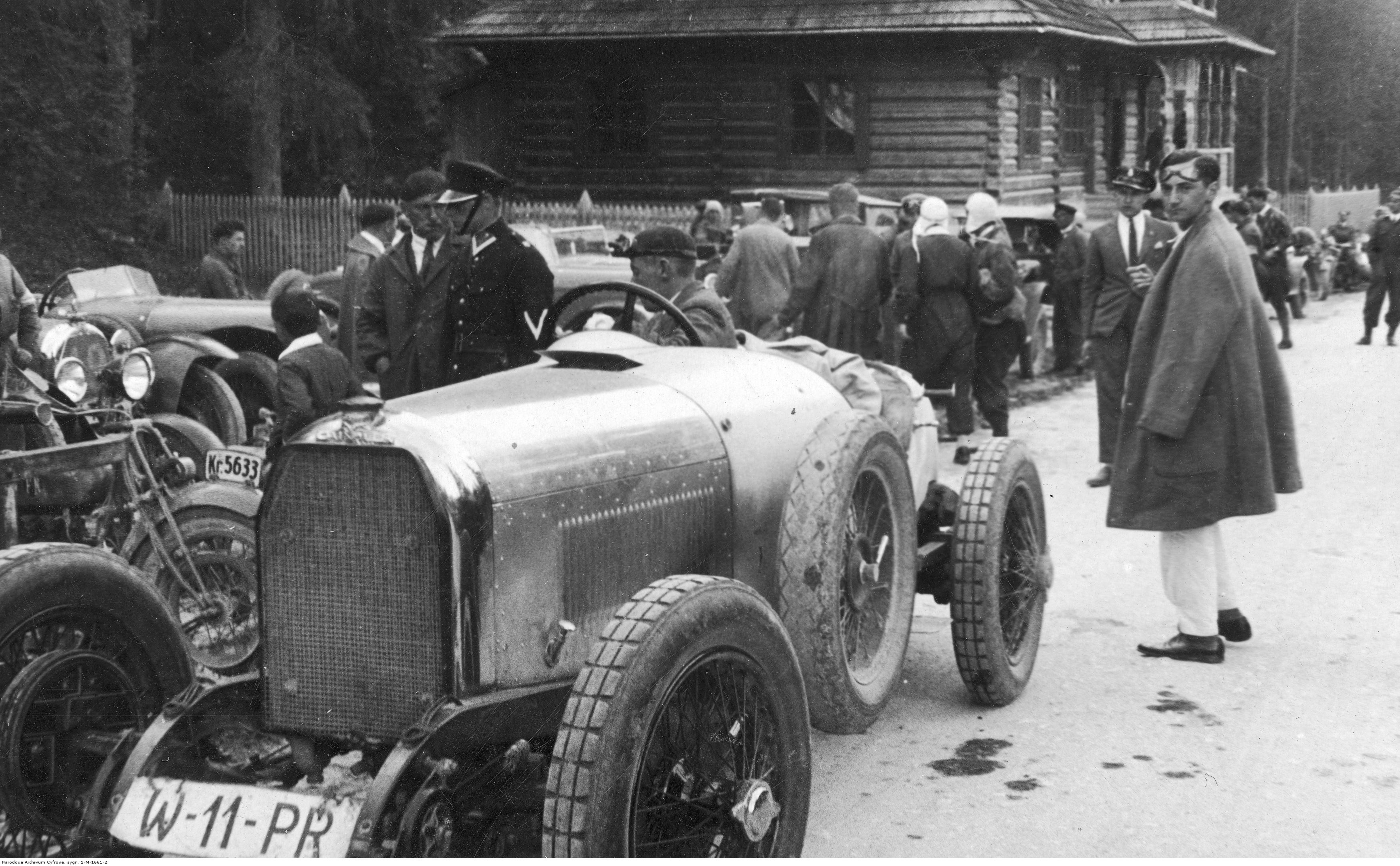
Zwycięzca pierwszych zawodów w 1927 – Henryk Liefeldt w wyścigowym Austro-Daimlerze

Pierwszy wyścig rozegrano 14 sierpnia 1927 roku. Do przyznania było 8 nagród dla motocykli i 24 dla samochodów. Warunki były utrudnione przez deszcz padający tego dnia, który powodował, że trasa była śliska. Sklasyfikowano 11 motocykli i 19 samochodów, w tym tylko dwa wyścigowe. Zawodnik Krauze rozbił swój samochód Rolland-Pilain na barierce, a pasażer Tadeusza Rudawskiego, startującego motocyklem Indian z wózkiem bocznym, wychylił się i wypadł na zakręcie, raniąc się w twarz, przez co nie ukończyli wyścigu. Wśród sklasyfikowanych zawodników były dwie kobiety: Hanka Schielowa na Tatrze i Janina Wrońska na motocyklu BSA z wózkiem.
Najlepszy czas ogółem (6 min 48,6 s) uzyskał Henryk Liefeldt na wyścigowym samochodzie Austro-Daimler, zdobywając nagrody przechodnie Automobilklubu Polskiego za najlepszy czas dnia, Miasta Krakowa za najlepszy czas samochodu wyścigowego, oraz firmy Bosch za najlepszy czas dnia osiągnięty na świecach tej firmy. Drugi wynik – i zarazem najlepszy dla samochodów turystycznych, uzyskał niemiecki zawodnik von Wentzel-Mosau na Mercedesie (7 min 2 s), zdobywając m.in. nagrodę przechodnią K.K.A. za najlepszy czas samochodu turystycznego. Kolejne czasy osiągnęli: Stanisław Szwarcsztajn (Austro-Daimler, 7 min 40 s), Szwajcar Robert Vetterli (Bugatti, 7 min 44,4 s) i Jan Ripper (Lancia, 7 min 45,2 s) – wszyscy na samochodach turystycznych.
Zawody częściowo transmitowało Polskie Radio, co stanowiło pionierskie przedsięwzięcie polskiej radiofonii, aczkolwiek transmisja trwała jedynie w godzinach od 13.30 do 15.30, nie obejmując całych przedłużających się zawodów.
| Zwycięzcy według podziału na pojemność silnika: | Zwycięzcy według podziału na pojemność silnika: | Zwycięzcy według podziału na pojemność silnika: | Zwycięzcy według podziału na pojemność silnika: | Zwycięzcy według podziału na pojemność silnika: | Zwycięzcy według podziału na pojemność silnika: |
| ----------------------------------------------- | ----------------------------------------------- | ----------------------------------------------- | ----------------------------------------------- | ----------------------------------------------- | ----------------------------------------------- |
| Pojemność                                       | Kierowca                                        | Samochód                                        | Czas                                            | Średnia prędkość                                |                                                 |
| Samochody turystyczne (C):                      |                                                 |                                                 |                                                 |                                                 |                                                 |
| 990 cm³                                         | Kirszyn (a. Kirschner)                          | Fiat 509                                        | 10 min 4,6 s                                    | 44,659 km/h                                     |                                                 |
| 1000 cm³                                        | Hanka Schielowa                                 | Tatra                                           | 12 min 0,8 s                                    | 37,229 km/h                                     |                                                 |
| 1500 cm³                                        | Robert Vetterli (Szwajcaria)                    | Bugatti                                         | 7 min 44,4 s                                    | 58,141 km/h                                     |                                                 |
| 2500 cm³                                        | Jan Ripper                                      | Lancia                                          | 7 min 45,2 s                                    | 58,064 km/h                                     |                                                 |
| 3000 cm³                                        | Stanisław Szwarcsztajn                          | Austro-Daimler                                  | 7 min 40 s                                      | 58,769 km/h                                     |                                                 |
| 3500 cm³                                        | Zakrzeński                                      | Chrysler                                        | 8 min 24,8 s                                    | 58,064 km/h                                     |                                                 |
| 7000 cm³                                        | Ernst von Wentzel-Mosau (Niemcy)                | Mercedes-Benz                                   | 7 min 2 s                                       | 63,981 km/h                                     |                                                 |
| Samochody wyścigowe (D):                        |                                                 |                                                 |                                                 |                                                 |                                                 |
| 2994 cm³                                        | Henryk Liefeldt                                 | Austro-Daimler                                  | 6 min 48,6 s                                    | 66,176 km/h                                     |                                                 |
| 990 cm³                                         | Kapliński                                       | Fiat 509                                        | 7 min 59,4 s                                    |                                                 |                                                 |
| Motocykle (A):                                  |                                                 |                                                 |                                                 |                                                 |                                                 |
| 1000 cm³                                        | Miśkiewicz                                      | Harley-Davidson                                 | 8 min 54 s                                      | 50,562 km/h                                     |                                                 |
| 350 cm³                                         | Kustanowicz                                     | FN                                              | 9 min 40 s                                      |                                                 |                                                 |
| Motocykle z wózkami (B):                        |                                                 |                                                 |                                                 |                                                 |                                                 |
| 1000 cm³                                        | Zagórowski                                      | Indian                                          | 10 min 6 s                                      | 44,554 km/h                                     |                                                 |
| 350 cm³                                         | Zandowski                                       | FN                                              | 10 min 28 s                                     |                                                 |                                                 |

## I Międzynarodowy Wyścig Tatrzański (1928)

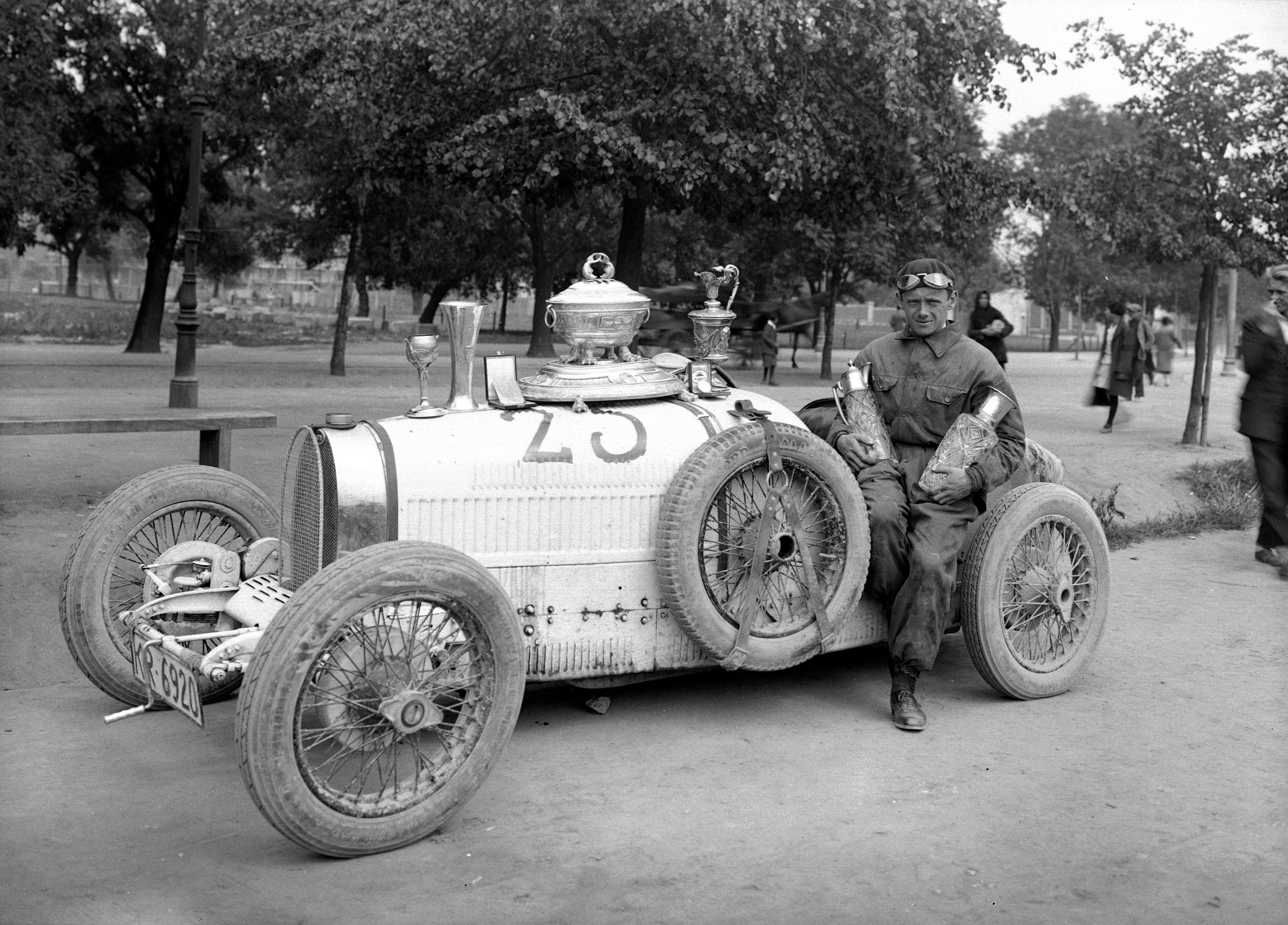
Jan Ripper w wyścigowym Bugatti z nagrodami zdobytymi w 1928 roku, w tym Wielką Nagrodą Tatr (waza)

Po pierwszym wyścigu, Krakowski Klub Automobilowy zorganizował kolejną edycję 19 sierpnia 1928 roku już jako międzynarodowy wyścig otwarty. Po raz pierwszy jako nagroda za najlepszy czas została ustanowiona przechodnia Wielka Nagroda Tatr – srebrna waza. Przygotowania objęły m.in. wygładzenie nawierzchni, poszerzenie i wyprofilowanie zakrętów oraz budowę dwóch trybun, na mecie i tzw. Wancie. Polskie Radio zamontowało w strefach widzów głośniki nadające informacje i muzykę z płyt. Samochody były podzielone tym razem na kategorie samochodów sportowych i wyścigowych, dzielące się na klasy w zależności od pojemności silnika. Samochody sportowe musiały odpowiadać przepisom międzynarodowym, osiągać odpowiednią wagę minimalną i być wyposażone m.in. w błotniki i zakrywany dach („budę”) oraz obsadzone przez odpowiednią dla klasy liczbę pasażerów, względnie zabierać balast po 60 kg. Określono też czasy maksymalne przejazdu dla poszczególnych klas. W dniach 15–18 sierpnia można było odbywać treningi.
Zgłoszonych było 26 samochodów, wystartowały 22, w tym 5 wyścigowych. Dwa samochody zderzyły się podczas treningu rano i nie wystartowały. Zawody rozpoczęto o godzinie 14, przy dobrej pogodzie. Jan Meyer dwukrotnie startował, prowadząc Fiata sportowego, a następnie wyścigowego. Publiczność szacowano na ponad 6 tysięcy i prawie tysiąc samochodów.
Najlepszy czas uzyskał polski kierowca Jan Ripper na wyścigowym Bugatti (silnik 1500 cm³ z kompresorem) – 5 min 47,41 s, bijąc zarazem rekord trasy Henryka Liefelda. Drugi był mistrz Polski Henryk Liefeldt na wyścigowym Austro-Daimlerze (3000 cm³) – 6 min 02,33 s, a trzeci Szwajcar Robert Vetterli, również na wyścigowym Bugatti – 6 min 17,37 s. Otrzymali oni trzy nagrody w klasyfikacji ogólnej, ponadto przyznano zawodnikom nagrody za zwycięstwa w poszczególnych klasach. Najlepszy z samochodów sportowych uzyskał piąty ogólny czas: Szwarcsztajn na Bugatti (3000 cm³ z kompresorem) – 6 min 28,18 s. Z nagród przechodnich, Ripper otrzymał Wielką Nagrodę Tatr i puchar Automobilklubu Polskiego za najlepszy czas dnia oraz nagrodę Miasta Krakowa za najlepszy czas samochodu wyścigowego, a Szwarcsztajn nagrodę K.K.A. za najlepszy czas samochodu sportowego.
| Zwycięzcy kategorii: | Zwycięzcy kategorii:                          | Zwycięzcy kategorii: | Zwycięzcy kategorii: | Zwycięzcy kategorii: | Zwycięzcy kategorii: |
| -------------------- | --------------------------------------------- | -------------------- | -------------------- | -------------------- | -------------------- |
| Klasa (grupa)        | Kierowca                                      | Samochód             | Czas                 | Średnia prędkość     | Uwagi                |
| Samochody sportowe:  |                                               |                      |                      |                      |                      |
| 750 cm³ (H/I)        | Jerzy Knapik                                  | Hanomag              | 10 min 21,16 s       | 43,467 km/h          | ustalony rekord      |
| 1100 cm³ (G)         | Jan Meyer                                     | Fiat 509             | 8 min 22,55 s        | 53,725 km/h          | rekord pobity        |
| 1500 cm³ (F)         | W. Bogucki                                    | Bugatti              | 9 min 20,30 s        | 48,188 km/h          |                      |
| 2000 cm³ (E)         | Josef Veřmiřovský (Czechosłowacja)            | Tatra                | 7 min 14,82 s        | 62,860 km/h          | rekord pobity        |
| 3000 cm³ (D)         | Stanisław Szwarcsztajn                        | Bugatti              | 6 min 28,18 s        | 69,555 km/h          | rekord pobity        |
| 5000 cm³ (C)         | Witold Kellerman                              | Stutz                | 7 min 38,12 s        | 58,936 km/h          | rekord pobity        |
| Samochody wyścigowe: |                                               |                      |                      |                      |                      |
| 1100 cm³ (G)         | Jan Meyer                                     | Fiat                 | 8 min 25,41 s        | 53,421 km/h          |                      |
| 1500 cm³ (F)         | Jan Ripper                                    | Bugatti              | 5 min 47,41 s        | 77,717 km/h          | ustalony rekord      |
| 3000 cm³ (D)         | Henryk Liefeldt                               | Austro-Daimler       | 6 min 02,33 s        | 74,517 km/h          | rekord pobity        |
| 5000 cm³ (C)         | ks. Ferdinand Andreas Liechtenstein (Austria) | Gräf & Stift         | 6 min 26,68 s        | 69,825 km/h          | ustalony rekord      |

## II Międzynarodowy Wyścig Tatrzański (1929)

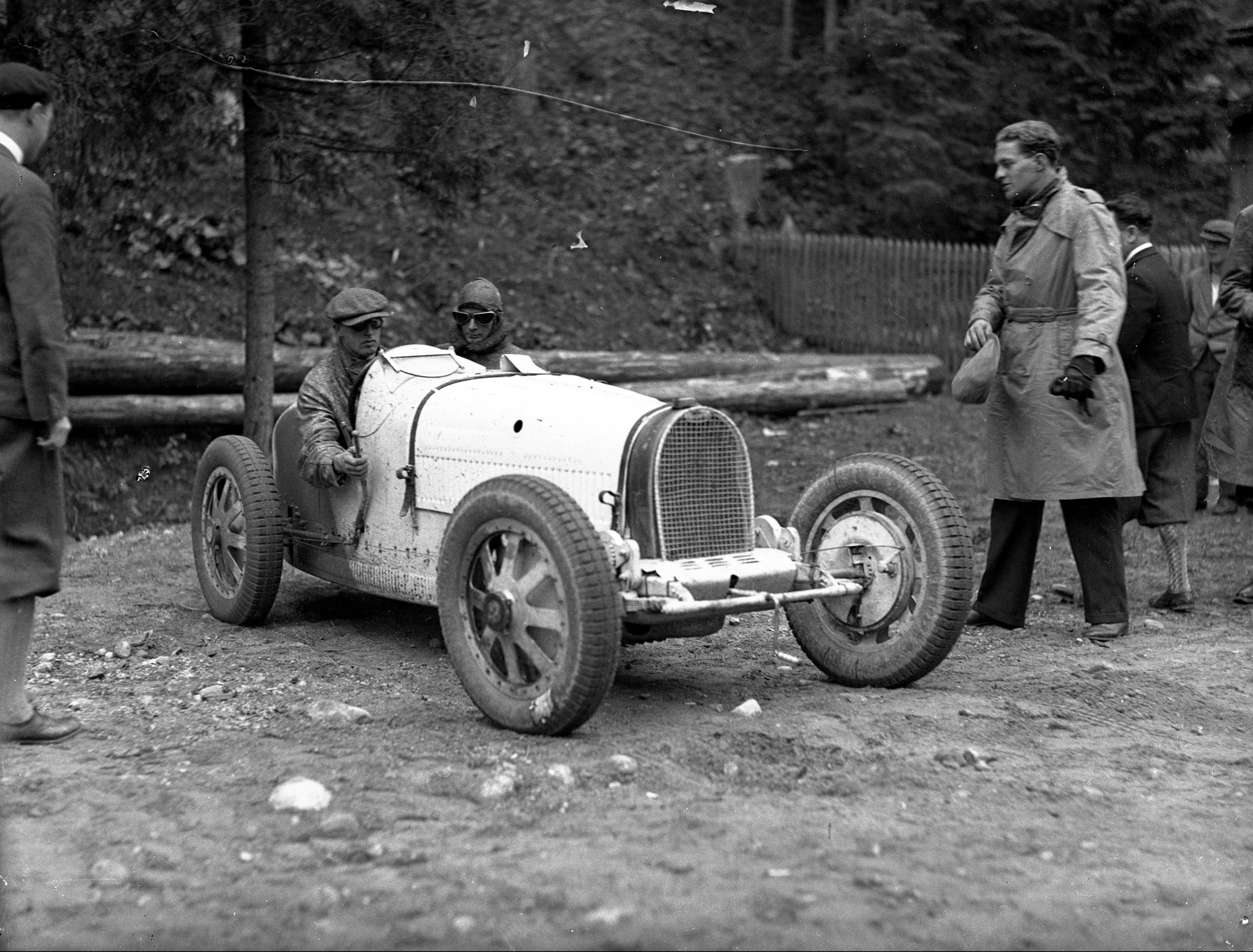
Stanisław Szwarcsztein w samochodzie Bugatti, 1929

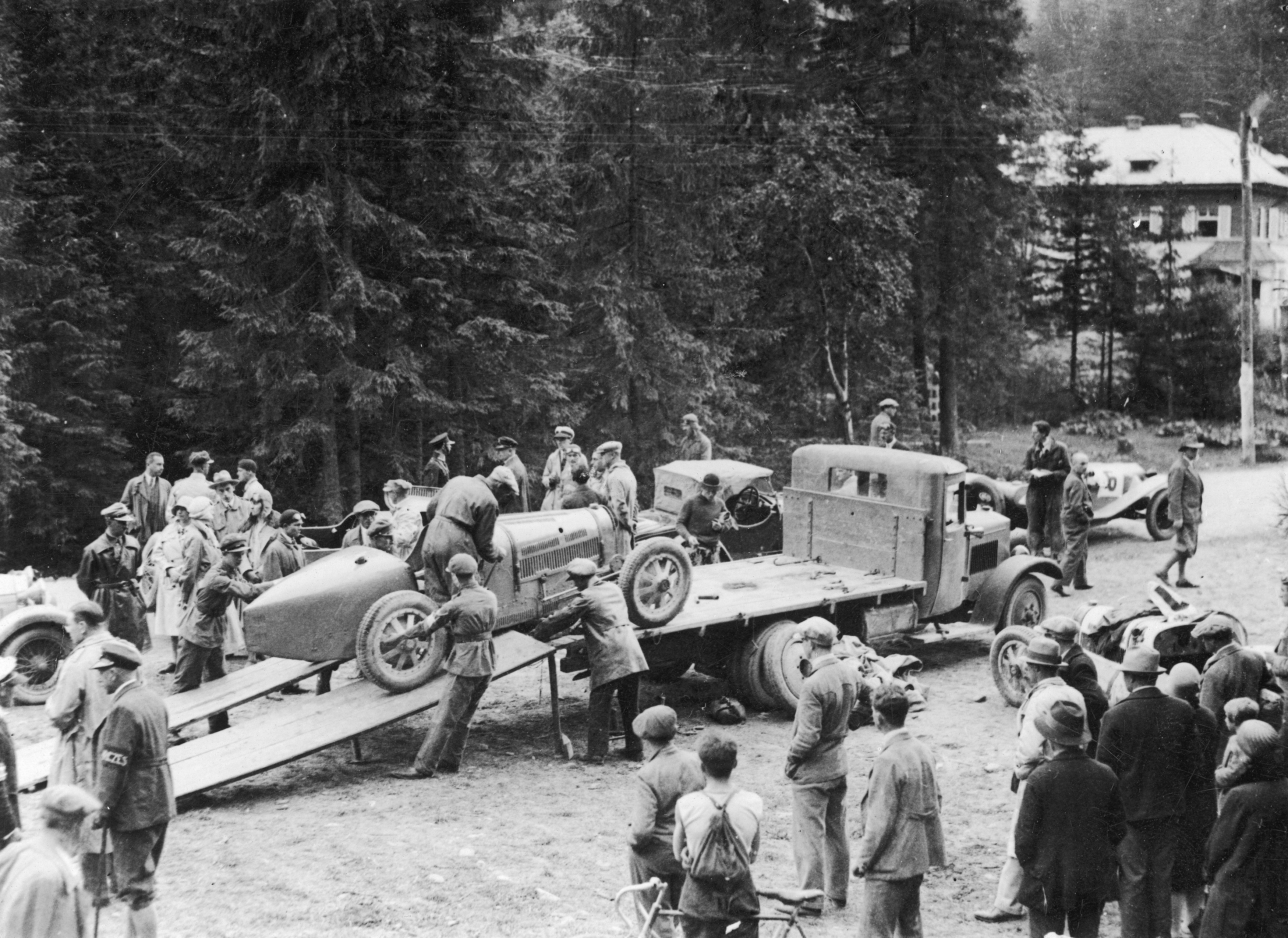
Przed wyścigiem - rozładunek samochodu Bugatti, 1929

Drugi wyścig międzynarodowy odbył się 11 sierpnia 1929 roku, po raz pierwszy pod patronatem prezydenta Rzeczypospolitej. Wystartowało 17 samochodów, sklasyfikowano 15. Sam wyścig odbywał się w trudnych warunkach atmosferycznych, podczas burz. Kilka osób zostało porażonych piorunem. Podczas wyścigu kierowca Gerhard na samochodzie Voisin rozbił się za Wodospadami Mickiewicza, a Romer na Alfa Romeo wypadł z trasy, lecz dojechał do mety poza klasyfikacją. Dodatkowo samochód Mercedes Niemca hrabiego Arco-Zinneberga został rozbity podczas treningów w przeddzień wyścigu i nie wziął w nim udziału.
Najlepszy czas uzyskał ponownie Jan Ripper na wyścigowym Bugatti – 6 min 06,45 s, a drugi był ponownie Henryk Liefeldt na wyścigowym Austro-Daimlerze (mocniejszy model, niż w poprzednim roku) – 6 min 16,915 s. Na skutek trudnych warunków, nie pobito rekordu trasy, aczkolwiek padły cztery rekordy kategorii.
| Zwycięzcy kategorii: | Zwycięzcy kategorii:               | Zwycięzcy kategorii: | Zwycięzcy kategorii: | Zwycięzcy kategorii: |
| -------------------- | ---------------------------------- | -------------------- | -------------------- | -------------------- |
| Klasa (grupa)        | Kierowca                           | Samochód             | Czas                 | Uwagi                |
| Samochody sportowe:  |                                    |                      |                      |                      |
| 1100 cm³             | Florian Schmidt (Czechosłowacja)   | Amilcar              | 6 min 41,48 s        | rekord pobity        |
| 1500 cm³             | Januszkowski                       | Alfa Romeo           | 7 min 31,285 s       | rekord pobity        |
| 2000 cm³             | Josef Veřmiřovský (Czechosłowacja) | Tatra                | 6 min 58,51 s        | rekord pobity        |
| 3000 cm³             | Harold Weinschenck (Austria)       | Tatra                | 6 min 44 s           |                      |
| 5000 cm³             | Malinowski                         | Dodge                | 8 min 29 s           |                      |
| Samochody wyścigowe: |                                    |                      |                      |                      |
| 1500 cm³             | Jan Ripper                         | Bugatti              | 6 min 06,45 s        |                      |
| 3000 cm³             | Stanisław Szwarcsztein             | Bugatti              | 6 min 32,39 s        |                      |
| 5000 cm³             | Henryk Liefeldt                    | Austro-Daimler       | 6 min 16,915 s       | rekord pobity        |

## III Międzynarodowy Wyścig Tatrzański (1930)

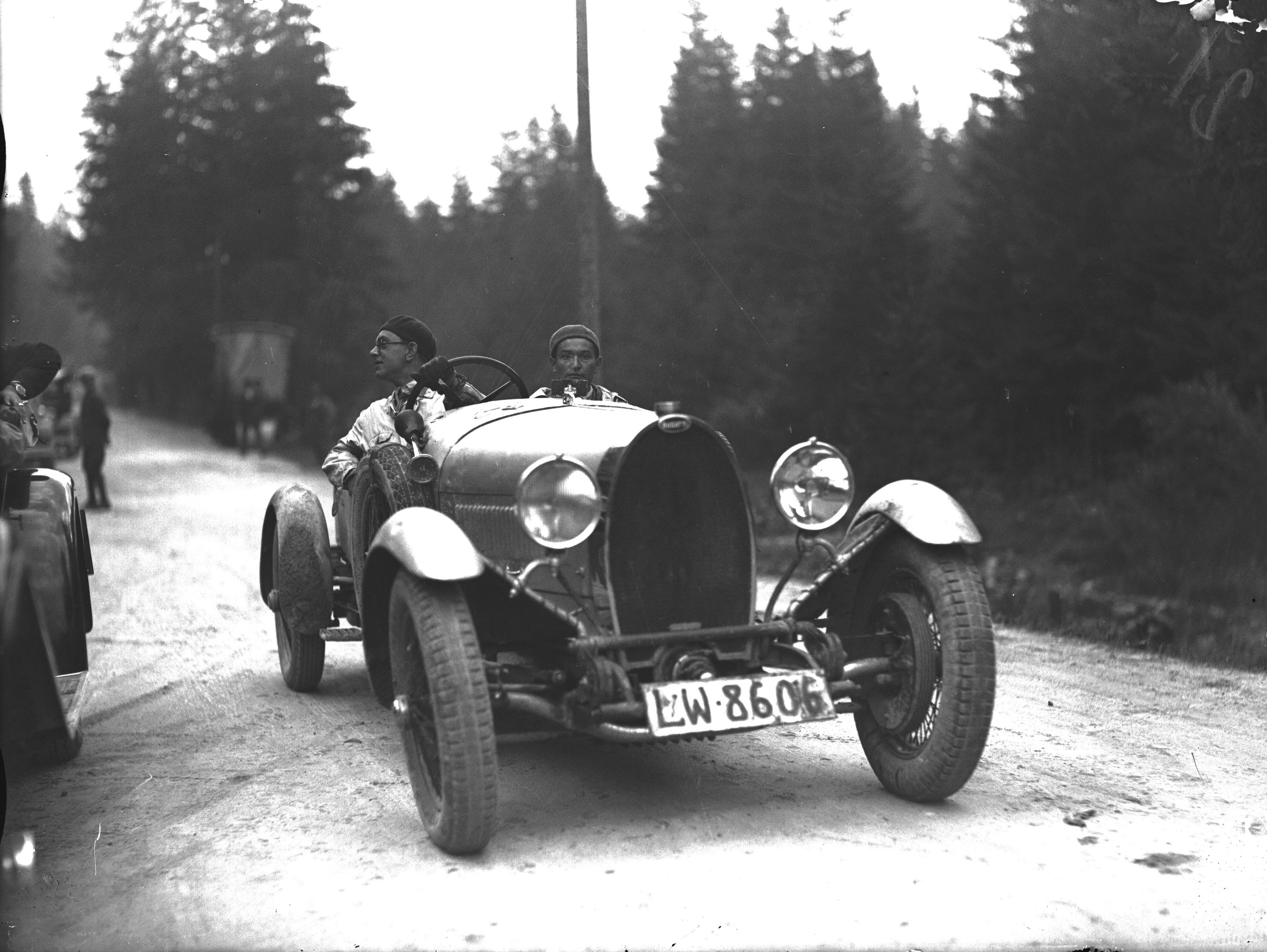
Alfred Liptay w samochodzie sportowym Bugatti

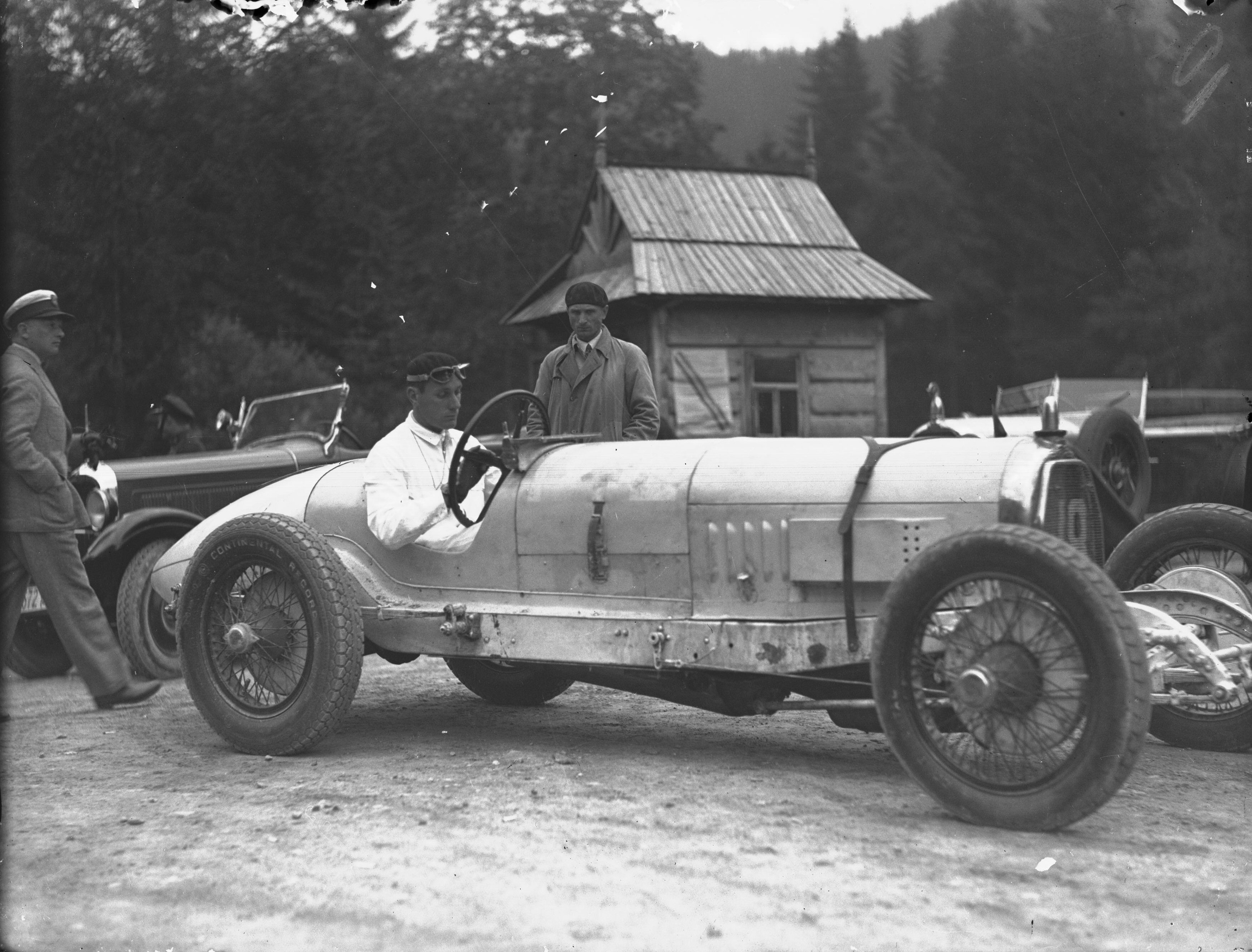
Zwycięzca w 1930 roku Hans Stuck w wyścigowym Austro-Daimlerze

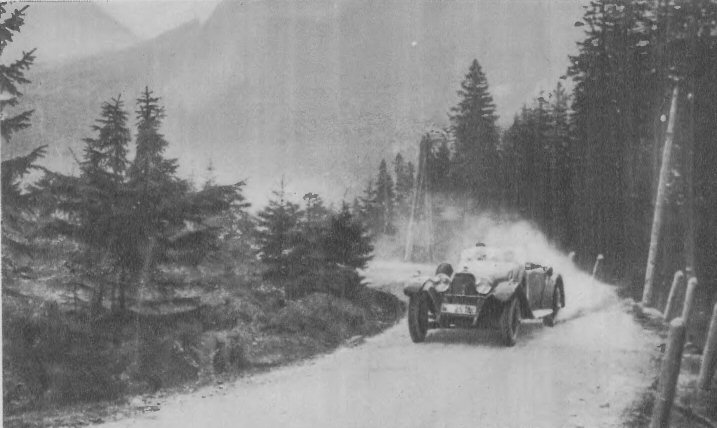
Maria Koźmianowa na trasie w samochodzie Austro-Daimler

III Międzynarodowy Wyścig Tatrzański odbył się 24 sierpnia 1930 roku. Od tego roku wyścig stał się jednymi z zawodów Mistrzostwa Górskiego Europy. Po raz pierwszy też wprowadzono nagrody pieniężne, w ufundowaniu których Krakowskiemu Klubowi Automobilowemu pomagały inne polskie automobilkluby. Mimo to, zainteresowanie zawodników zagranicznych było umiarkowane, częściowo z powodu kolizji terminów z innymi imprezami.
Wyścig rozgrywano w międzynarodowych konkurencjach samochodów wyścigowych i sportowych oraz dostępnych tylko dla zawodników polskich kategoriach samochodów turystycznych i motocykli. Zgłoszono 20 samochodów i 13 motocykli, a ostatecznie wzięło udział 16 samochodów (4 wyścigowe, 9 sportowych i 3 turystyczne) oraz 12 motocykli. Liczbę widzów szacowano na ponad 10 tysięcy i ponad tysiąc przybyłych samochodów. Wśród zawodników brały udział dwie kobiety: Maria Koźmianowa na samochodzie Austro-Daimler i Janina Wrońska na motocyklu BSA.
Najlepszy czas osiągnął startujący po raz pierwszy austriacki kierowca Hans Stuck na wyścigowym Austro-Daimlerze (5 min 23,795 s), ustanawiając zarazem nowy ogólny rekord konkursu. Drugi był Jan Ripper na Bugatti, bijąc swój rekord w kategorii samochodów wyścigowych do 1500 cm³ i zarazem poprzedni rekord konkursu. Czeski kierowca Schmidt na Amilcarze pobił natomiast ogólny rekord samochodów sportowych, osiągając czwarty czas zawodów. Z kierowców samochodów jedynie Henryk Liefeldt na Austro-Daimlerze nie ukończył wyścigu, gdyż omijając nieostrożnego widza, przy wychodzeniu z zakrętu, zaczepił o barierkę i uszkodził samochód. Nie ukończył wyścigu z powodu wypadku także jeden motocyklista Tadeusz Głuchowski.
Hans Stuck zdobył m.in. przechodnią Wielką Nagrodę Tatr, nagrodę prezydenta Rzeczypospolitej za najlepszy czas dnia i nagrodę pieniężną 6000 zł. Jan Ripper otrzymał po raz trzeci Nagrodę Miasta Krakowa za najlepszy czas dnia w kategorii wyścigowej, uzyskując ją tym samym na własność, oraz 2500 zł za drugie miejsce w kategorii wyścigowej. Florian Schmidt otrzymał po raz drugi Nagrodę K.K.A. za najlepszy czas w kategorii sportowej i 5000 zł.
| Zwycięzcy kategorii:   | Zwycięzcy kategorii:               | Zwycięzcy kategorii: | Zwycięzcy kategorii: | Zwycięzcy kategorii: | Zwycięzcy kategorii:                             |
| ---------------------- | ---------------------------------- | -------------------- | -------------------- | -------------------- | ------------------------------------------------ |
| Klasa (grupa)          | Kierowca                           | Samochód             | Czas                 | Szybkość średnia     | Uwagi                                            |
| Samochody turystyczne: |                                    |                      |                      |                      |                                                  |
| 3000 cm³ (D)           | Jan Chrząszcz                      | Lancia               | 7 min 22,940 s       | 60,958 km/h          | ustalony rekord                                  |
| Samochody sportowe:    |                                    |                      |                      |                      |                                                  |
| 1100 cm³ (G)           | Florian Schmidt (Czechosłowacja)   | Amilcar              | 6 min 13,445 s       | 72,298 km/h          | pobity rekord                                    |
| 2000 cm³ (E)           | Josef Veřmiřovský (Czechosłowacja) | Tatra                | 6 min 28,030 s       | 69,580 km/h          | pobity rekord                                    |
| 3000 cm³ (D)           | Harold Weinschenck (Austria)       | Tatra                | 6 min 14,190 s       | 72,155 km/h          | pobity rekord                                    |
| 5000 cm³ (C)           | Gaston Marechal                    | Delage               | 6 min 56,780 s       | 64,782 km/h          | pobity rekord                                    |
| Samochody wyścigowe:   |                                    |                      |                      |                      |                                                  |
| 1500 cm³ (F)           | Jan Ripper                         | Bugatti              | 5 min 38,855 s       | 79,680 km/h          | pobity rekord                                    |
| 3000 cm³ (D)           | Maurycy Potocki                    | Bugatti              | 5 min 58,585 s       | 75,296 km/h          | pobity rekord                                    |
| 5000 cm³ (C)           | Hans Stuck (Austria)               | Austro-Daimler       | 5 min 23,795 s       | 83,386 km/h          | pobity rekord klasy i ogólny konkursu            |
| Motocykle:             |                                    |                      |                      |                      |                                                  |
| 350 cm³ (A)            | Jan Bathelt                        | Chater Lea           | 7 min 06,550 s       | 63,298 km/h          | pobity rekord                                    |
| 600 cm³ (B)            | Stanisław Hołuj                    | Rudge                | 6 min 38,950 s       | 67,677 km/h          | pobity rekord klasy i ogólny motocyklowy         |
| Motocykle z wózkami:   |                                    |                      |                      |                      |                                                  |
| pow. 600 cm³ (E)       | Tadeusz Damski                     | BMW                  | 7 min 19,540 s       | 61,428 km/h          | pobity rekord klasy i ogólny motocykli z wózkami |

## IV Międzynarodowy Wyścig Tatrzański (1931)

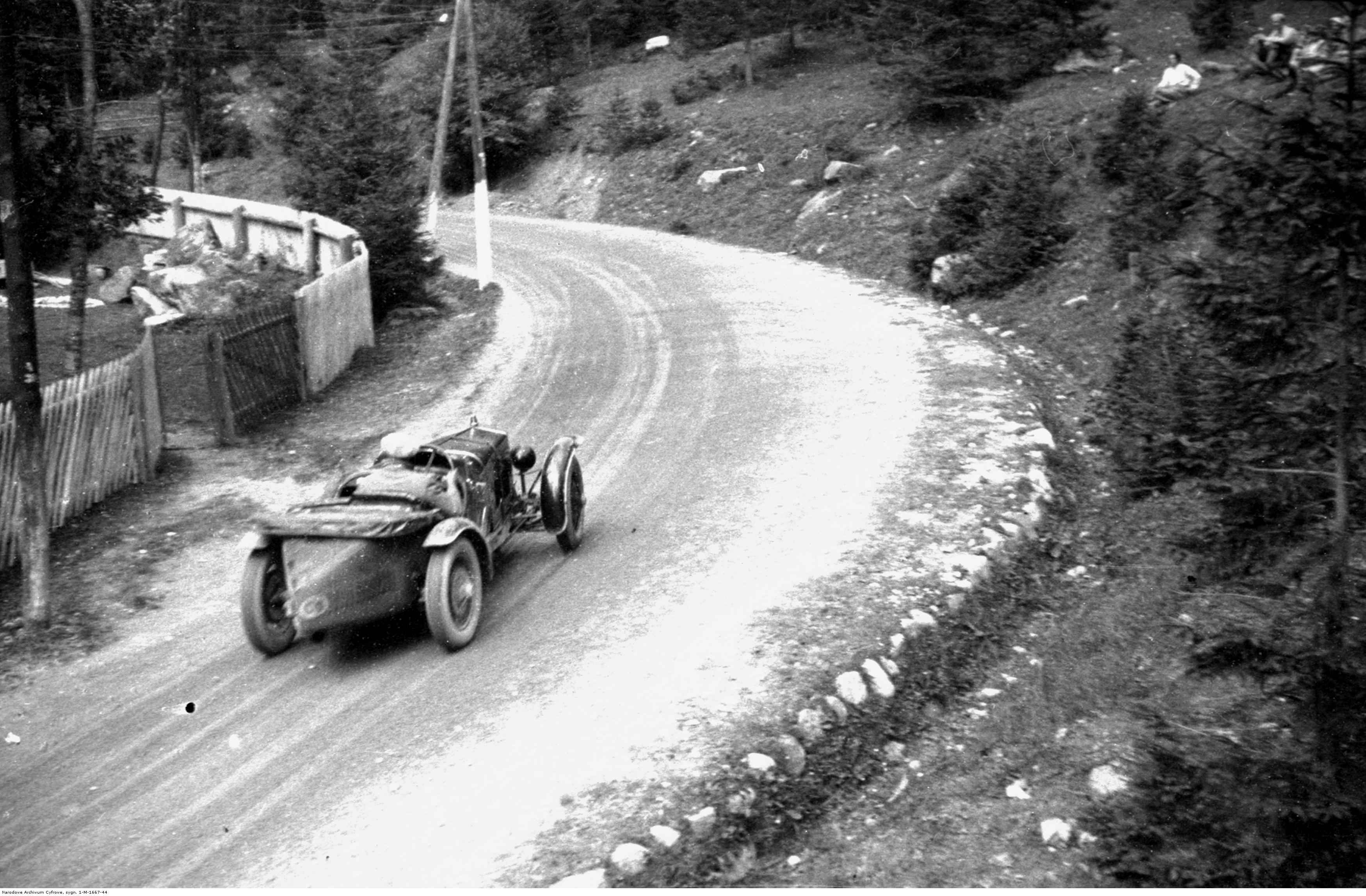
Adolf Szczyżycki na sportowym samochodzie Wikov, 1931 rok

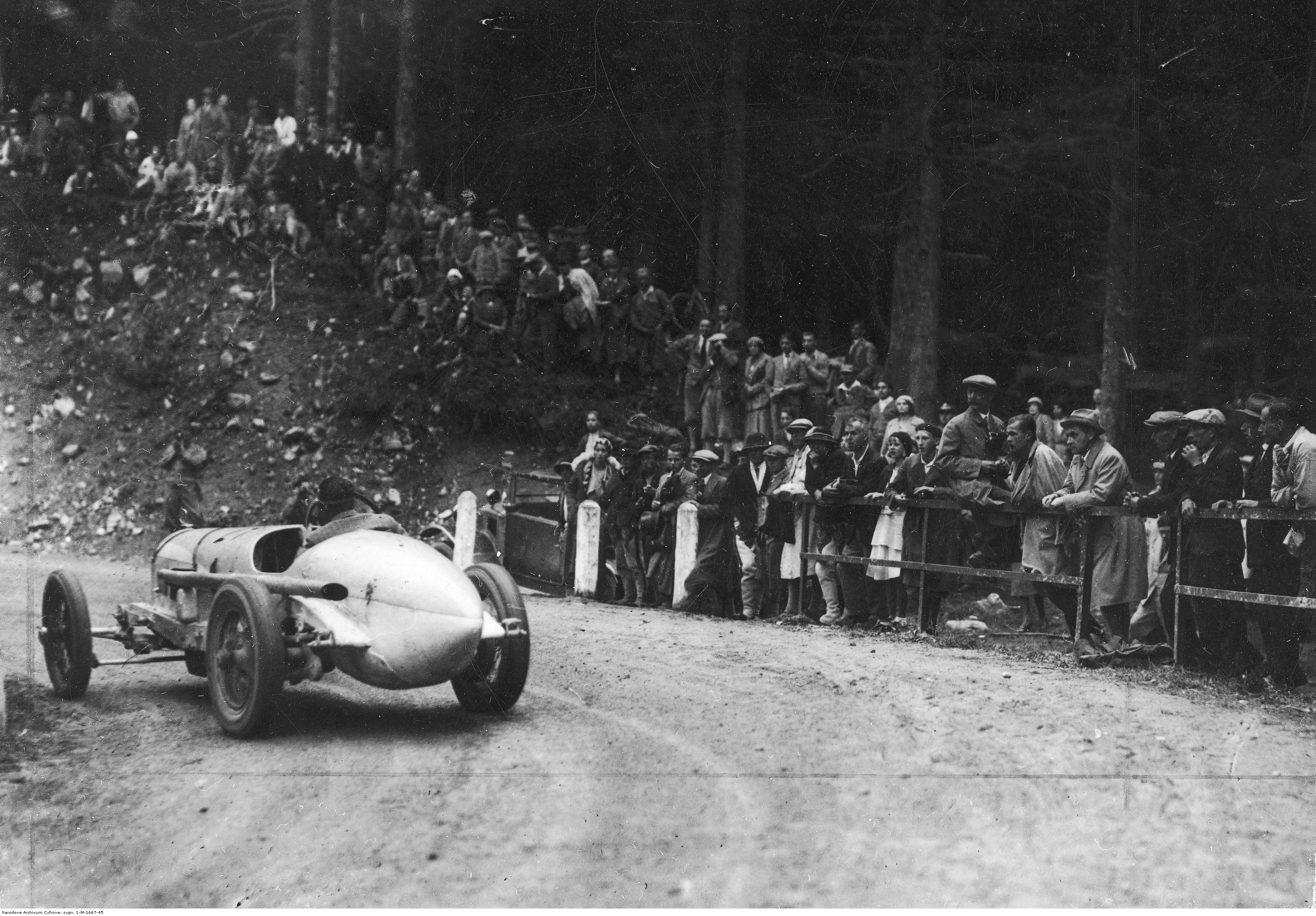
Henryk Liefeldt w wyścigowym Austro-Daimlerze, 1931 rok

IV Międzynarodowy Wyścig Tatrzański odbył się 16 sierpnia 1931 roku, w takiej formule jak poprzednio. Wyścig spotkał się z większym zainteresowaniem zawodników zagranicznych, których wystartowało 12, w tym najbardziej znany wówczas niemiecki kierowca Rudolf Caracciola. Liczbę widzów szacowano na około 20 tysięcy i dwa tysiące przybyłych samochodów. Komandorem zawodów był Bolesław Macudziński.
Wyścig rozpoczął się o godzinie 14 startem motocyklistów, następnie kolejno samochodów turystycznych, sportowych i wyścigowych. Udział wzięło aż 21 motocykli (sklasyfikowano 18) i 19 samochodów, w tym dwa turystyczne, osiem sportowych i dziewięć wyścigowych. Jeden samochód turystyczny jechał ponadto poza konkursem, uzyskując jednak najlepszy czas tej kategorii. Trasa była śliska po całonocnym i porannym deszczu, co spowodowało niewielką liczbę pobitych rekordów, w tym brak pobicia najlepszego czasu zeszłych zawodów.
W ogólnej klasyfikacji zwyciężył Rudolf Caracciola na Mercedesie (5 min 29,870 s), bijąc także ogólny rekord samochodów sportowych. Drugi wynik uzyskał Niemiec Max von Arco-Zinneberg na wyścigowym Austro-Daimlerze (5 min 51,630 s), a trzeci, słabszy o jedynie cztery setne sekundy, Polak Stanisław Hołuj na wyścigowym Bugatti (były zawodnik motocyklowy).
| Zwycięzcy kategorii:   | Zwycięzcy kategorii:   | Zwycięzcy kategorii: | Zwycięzcy kategorii: | Zwycięzcy kategorii: | Zwycięzcy kategorii:                        |
| ---------------------- | ---------------------- | -------------------- | -------------------- | -------------------- | ------------------------------------------- |
| Klasa                  | Kierowca               | Samochód             | Czas                 | Szybkość średnia     | Uwagi                                       |
| Samochody turystyczne: |                        |                      |                      |                      |                                             |
| 1500 cm³               | Sroubek                | Praga                | 8 min 30,410 s       | 52,898 km/h          | ustalony rekord                             |
| 3000 cm³               | Bukowiecki             | Fiat                 | 8 min 25,800 s       | 53,380 km/h          |                                             |
| Samochody sportowe:    |                        |                      |                      |                      |                                             |
| 1100 cm³               | Florian Schmidt        | Amilcar              | 6 min 30,570 s       | 69,129 km/h          |                                             |
| 1500 cm³               | Szczyżycki             | Wikov                | 7 min 14,070 s       | 62,201 km/h          | pobity rekord                               |
| 2000 cm³               | Sumiński               | Alfa Romeo           | 7 min 29,830 s       | 60,122 km/h          |                                             |
| 3000 cm³               | Bronisław Frühling     | Bugatti              | 7 min 01,030 s       | 64,128 km/h          |                                             |
| 5000 cm³               | Hilczyński             | Ford                 | 6 min 58,205 s       | 64,561 km/h          |                                             |
| 8000 cm³               | Rudolf Caracciola      | Mercedes-Benz        | 5 min 29,870 s       | 81,850 km/h          | rekord klasy i ogólny samochodów sportowych |
| Samochody wyścigowe:   |                        |                      |                      |                      |                                             |
| 750 cm³                | Markiewicz             | Austin 7             | 7 min 09,050 s       | 62,929 km/h          | ustalony rekord                             |
| 1500 cm³               | Stanisław Hołuj        | Bugatti              | 5 min 51,670 s       | 76,770 km/h          |                                             |
| 3000 cm³               | László Hartmann        | Bugatti              | 5 min 53,935 s       | 76,285 km/h          | pobity rekord                               |
| 5000 cm³               | Max von Arco-Zinneberg | Austro-Daimler       | 5 min 51,630 s       | 76,785 km/h          |                                             |
| Motocykle:             |                        |                      |                      |                      |                                             |
| 350 cm³                | Jan Bathelt            | Chater Lea           | 6 min 15,590 s       | 71,886 km/h          | pobity rekord                               |
| 600 cm³                | Schneeweiss            | Rudge                | 6 min 03,250 s       | 74,328 km/           | pobity rekord klasy i ogólny motocyklowy    |
| Motocykle z wózkami:   |                        |                      |                      |                      |                                             |
| do 600 cm³             | Hennel                 | Royal Enfield        | 8 min 39,005 s       | 52,022 km/h          | ustalony rekord                             |
| pow. 600 cm³           | Tadeusz Damski         | BMW                  | 7 min 16,610 s       | 61,840 km/h          | rekord klasy i ogólny motocykli z wózkami   |

## Zakończenie
Wyścig w 1931 roku był ostatnim Wyścigiem Tatrzańskim organizowanym na trasie do Morskiego Oka. Kolejny wyścig, który miał się odbyć 21 sierpnia 1932 roku, został odwołany – jako przyczynę wskazano zły stan trasy oraz „katastrofalny stan drogi dojazdowej na odcinku Kraków – Zakopane”. Główny wpływ na zaniechanie imprezy miał kryzys gospodarczy z początku lat 30., połączony z polityką polskich władz, które wprowadziły w tym okresie podatki od luksusu i opłaty od posiadania samochodów na Fundusz Drogowy. Spowodowało to wielki spadek liczby sprzedawanych samochodów, jak również spadek liczby samochodów zarejestrowanych w Polsce. Sam Fundusz Drogowy przy tym okazał się niewydolny w zakresie poprawy stanu dróg. W związku z tym duże firmy samochodowe nie dostarczały już nowych samochodów w celach reklamowych, zwłaszcza luksusowych sportowych marek, a niewielu prywatnych właścicieli było stać na zapewnienie odpowiednich samochodów do wyścigu. Wyścig był również przedmiotem krytyki części publicystów pod kątem ochrony przyrody. 